# Parafia Świętej Trójcy w Działyniu
Parafia Świętej Trójcy w Działyniu – parafia rzymskokatolicka, znajdująca się w diecezji włocławskiej, w dekanacie czernikowskim.

## Duszpasterze
- proboszcz: ks. kan. Tomasz Muraszewski (od 2016) – wicedziekan dekanatu czernikowskiego

## Kościoły
- kościół parafialny: Kościół Świętej Trójcy w Działyniu